# Parceiros de Igreja
Parceiros de Igreja ist ein Ort und eine ehemalige Gemeinde in Mittel-Portugal.

## Geschichte
Mitte des 17. Jahrhunderts war Parceiros de Igreja als eigenständige Gemeinde vermerkt.
Mit der Gebietsreform im September 2013 wurde die Gemeinde Parceiros de Igreja aufgelöst und mit anderen zur neuen Gemeinde Brogueira, Parceiros de Igreja e Alcorochel zusammengeschlossen.

## Verwaltung
Parceiros de Igreja ist ein Ort und eine ehemalige Gemeinde (Freguesia) im Kreis (Concelho) von Torres Novas im Distrikt Santarém. Die Gemeinde hatte 907 Einwohner und eine Fläche von 12,39 km² (Stand 30. Juni 2011).
Folgende Ortschaften und Orte gehörten zur Gemeinde:
- Borreco
- Parceiros de Igreja
- Parceiros de São João
- Resgais

Im Zuge der Gemeindereform vom 29. September 2013 wurden die Gemeinden Parceiros de Igreja, Alcorochel und Brogueira zur neuen Gemeinde União das Freguesias de Brogueira, Parceiros de Igreja e Alcorochel zusammengeschlossen.